# الخوجرة
قرية الخوجرة، إحدى قرى منطقة جازان تضم في قسمها الغربي قرية محرقة العليا، وهي تابعة لمحافظة الطوال جنوب غرب السعودية، تبعد 10 كم باتجاه الجنوب الشرقي من مدينة صامطة.

## الموقع
تقع قرية الخوجرة في منطقة خصبة زراعياً وملاصقة للحدود اليمنية السعودية إدارياً، كما تبعد حوالي 60 كيلومترا بالاتجاه الجنوبي الشرقي من مدينة جازان، لها عند خط طول 42 درجة وخط العرض 16 درجة، كما وتبعد المنطقة السكنية عن الحدود اليمنية مسافة أقل من نصف كيلومتر وتبعد أقل من 5 كيلو متر أيضاً عن مدينة الطوال التي تقع غرب القرية، ومسافة أقل من 3 كيلو متراً عن قرية محرقة السفلى.

## عدد السكان
بلغ عدد سكان الخوجرة بحسب التعداد السكاني للعام 1431 هـ () نسمة منهم () من السعوديين و() غير السعوديين.

## انظر ايضاً
- الطرشية
- المباركة
- الخضراء

## وصلات خارجية
- بيانات المجلس البلدي من الأمانة العامة لشؤون المجالس البلدية
- حصر الخدمات بالمدن والقرى بمنطقة جازان
- https://web.archive.org/web/20160305113202/http://www.stats.gov.sa/sites/default/files/cdsi_data/dmdocs/g-serv-2015-jazan.pdf دليل الخدمات بمنطقة جازان]